# Septembrie 2017
Acest articol este generat integral pe baza informațiilor din articolul 2017 și este actualizat periodic de un robot.
 Editările făcute în articol vor fi șterse la următoarea actualizare! Dacă doriți să faceți modificări, editați articolul-sursă.

ianuarie -
februarie -
martie -
aprilie -
mai -
iunie -
iulie -
august -
septembrie -
octombrie -
noiembrie -
decembrie
Septembrie 2017 a fost a noua lună a anului și a început într-o zi de vineri.

## Evenimente

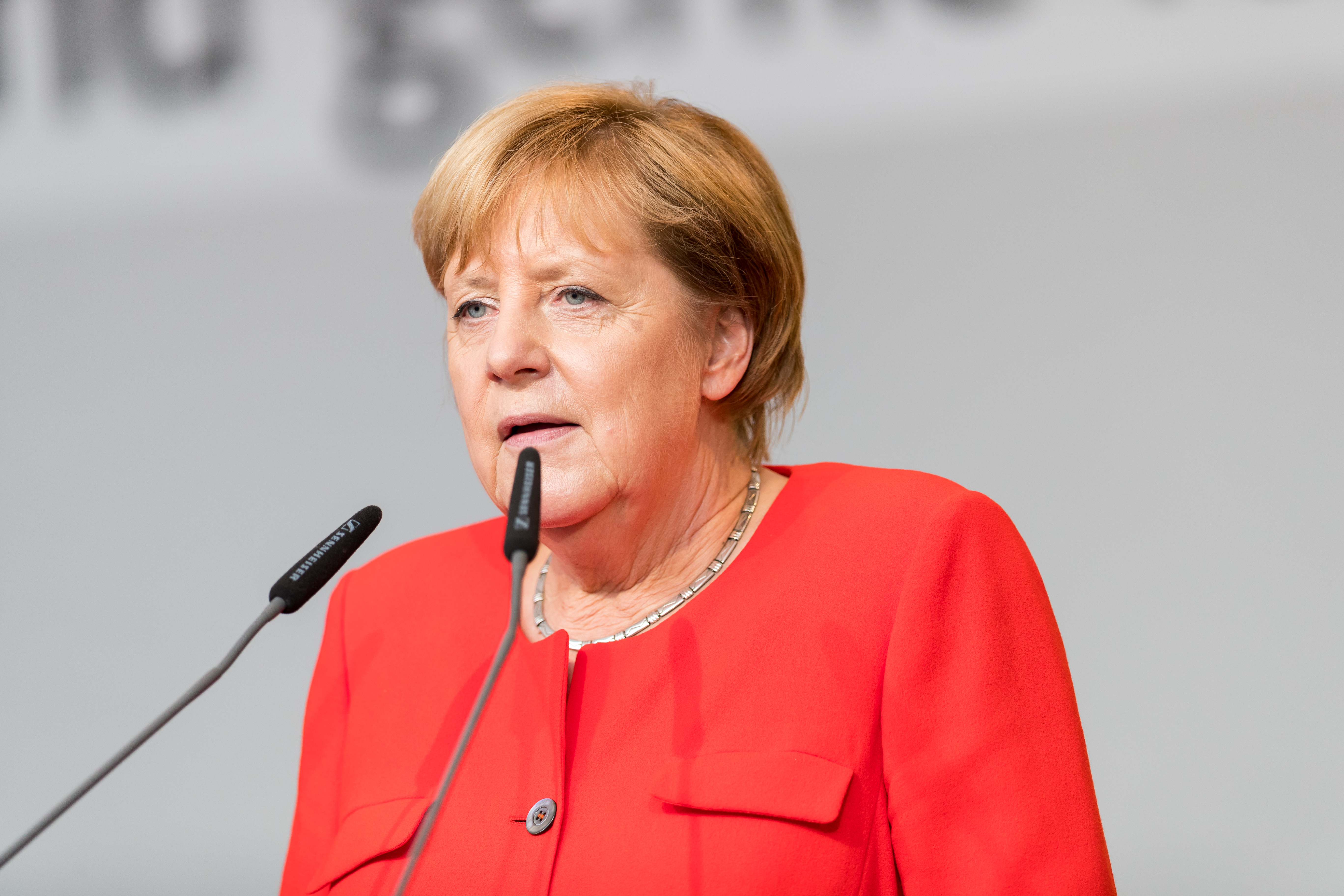
24 septembrie: Aflată de 12 ani la putere, Angela Merkel câștigă un nou mandat de Cancelar al Germaniei.

- 2-24 septembrie: La București se desfășoară cea de-a XXIII-a ediție a Festivalului „George Enescu”.

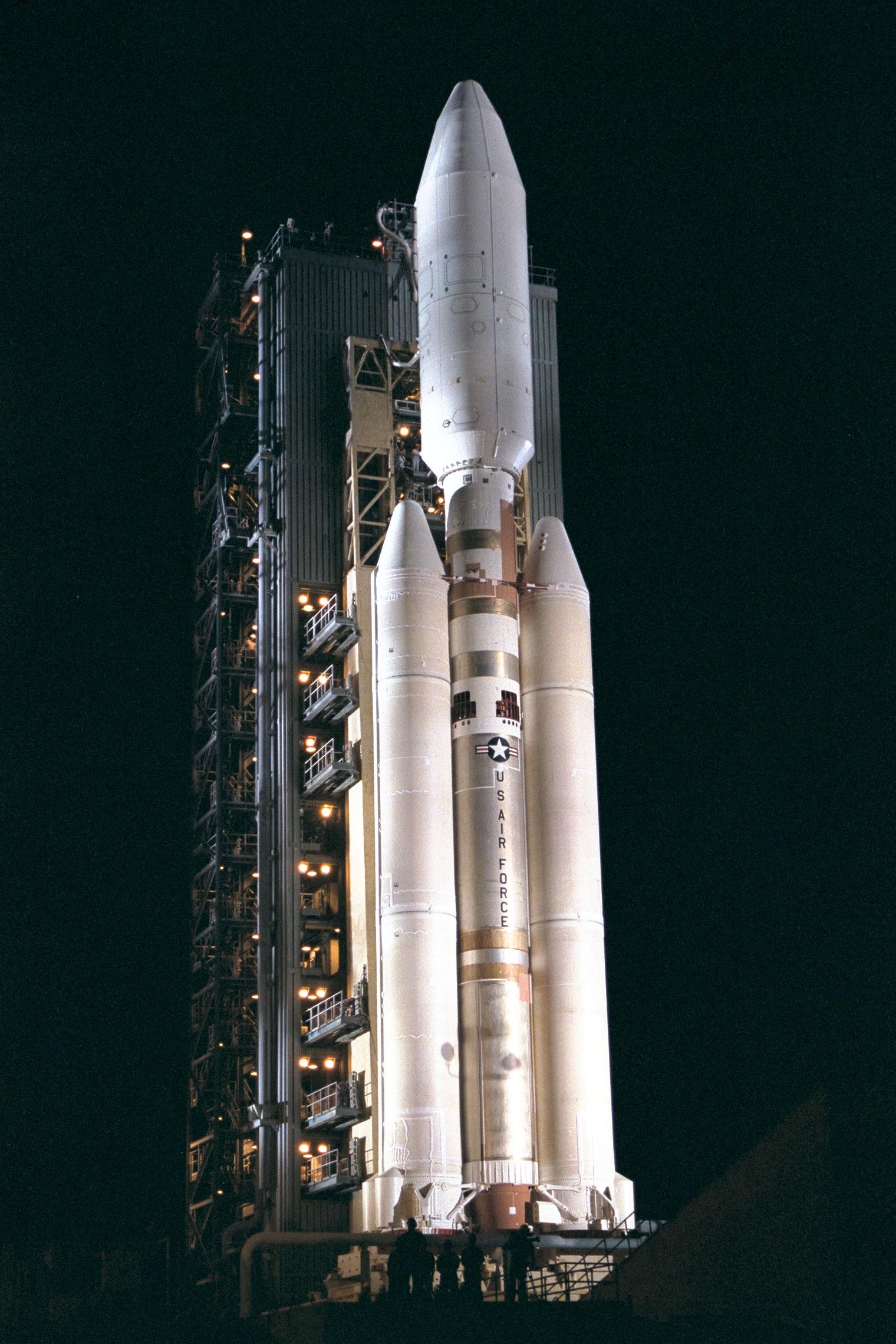
15 septembrie: După 20 de ani de "plutire" în sistemul solar, sonda spațială Cassini își va încheia misiunea cu o cădere controlată în atmosfera planetei Saturn.

- 3 septembrie: Coreea de Nord a anunțat că a testat cu succes o bombă cu hidrogen. Agenția de Meteorologie din Coreea de Sud a afirmat că puterea exploziei a fost de cinci până la șase ori mai mare decât cea de la testul precedent, realizat în septembrie 2016 și care fusese cel mai puternic dintre toate experimentele nucleare nord-coreene începând din 2006.
- 6 septembrie: Cu ocazia împlinii a 40 de ani de la lansarea sondei americane Voyager 1, NASA a anunțat mesajul câștigător în urma unui concurs: "Noi căutăm prietenia printre stele. Nu sunteți singuri". Mesajul a fost transmis prin unde radio către cele două sonde Voyager, alături de obișnuitele seturi de instrucțiuni și comenzi transmise de inginerii de la NASA. Voyager 1 se află la o distanță de aproape 21 de miliarde de kilometri față de Terra, iar  Voyager 2 la 17 miliarde de kilometri.
- 8 septembrie: Un seism puternic cu magnitudinea de 8,1 pe scara Richter a avut loc în largul coastelor Mexicului (potrivit USGS). Bilanț (1 octombrie): 360 morți.
- 9 septembrie: Alegeri legislative în Ungaria. Potrivit sondajelor Fidesz ar obține între 45 și 50 la sută din voturi.
- 14 septembrie: Potrivit unui script sanscrit descoperit în Bakhshali în apropiere de Peshawar, Pakistan și deținut de Marea Britanie din 1902, originea cifrei zero poate proveni din Asia de Sud.[1]
- 15 septembrie: După 20 de ani de "plutire" în sistemul solar, sonda spațială Cassini își va încheia misiunea cu o cădere controlată în atmosfera planetei Saturn.[2]
- 17 septembrie: Cel puțin opt persoane au murit și alte 137 au fost rănite după o furtună puternică din vestul României.[3][4]
- 19 septembrie: Un nou seism cu magnitudinea de 7,1 pe scara Richter în Mexic. Epicentrul celui mai recent seism a fost în apropiere la Atencigo, în statul Puebla, la aproximativ 120 kilometri de Ciudad de Mexico și la o adâncime de 51 de kilometri (potrivit Institutului american de geofizică USGS). Bilanț (21 septembrie): 250 morți. În urmă cu exact 32 de ani (1985), un cutremur identic a provocat circa 10.000 de morți.
- 23 septembrie: Un nou seism, ce a avut magnitudinea de 6,1 Richter, s-a produs în sudul Mexicului și a fost resimțit în capitala Ciudad de Mexico, la doar patru zile după cutremurul de pământ cu magnitudinea de 7,1 care a făcut 360 de morți în această țară, a anunțat Institutul seismologic mexican.
- 24 septembrie: Alegerile legislative din Germania pentru alegerea membrilor celui de-al XIX-lea Bundestag s-au terminat cu  mari pierderi pentru partidele Marii Coaliții. Partidul cancelarului Angela Merkel, CDU, rămâne cea mai puternică forță.  Partidele sindicale unesc 32,9% din voturi, urmate de SPD cu 20,5%. Alternativa pentru Germania va intra în Bundestag pentru prima dată obținând 12,6% din voturi.

## Decese
- 1 septembrie: Mihai Dumitru, 68 ani, politician român (n. 1949)
- 1 septembrie: Zoe Petre (n. Zoe Condurachi), 77 ani, istoric, publicist și om politic român (n. 1940)
- 4 septembrie: Nicolae Necula, 73 ani, teolog român (n. 1944)
- 5 septembrie: Holger Czukay (n. Holger Schüring), 79 ani, muzician german (Can), (n. 1938)
- 5 septembrie: Virgil Duda, 78 ani, romancier și eseist născut în România (n. 1939)
- 6 septembrie: Nicolaas Bloembergen, 97 ani, fizician american de etnie neerlandeză, laureat al Premiului Nobel (1981), (n. 1920)
- 6 septembrie: Nicolae Lupescu, 76 ani, fotbalist și antrenor român (n. 1940)
- 8 septembrie: Jerry Pournelle, 84 ani, scriitor american de literatură SF, eseist și jurnalist (n. 1933)
- 8 septembrie: Ljubiša Samardžić, 80 ani, actor, regizor și producător de film, sârb (n. 1936)
- 11 septembrie: Abdul Halim de Kedah (n. Abdul Halim Mu'adzam Shah), 89 ani, al 14-lea șef de stat al Malaeziei și al 27-lea sultan de Kedah (n. 1927)
- 11 septembrie: Nicolai Țopa, 88 ani, om de știință român (n. 1929)
- 12 septembrie: Tudor Andrei Petruș, 67 ani, scrimer (floretă) și antrenor român (n.1949)
- 13 septembrie: Frank Vincent, 80 ani, actor american (n. 1937)
- 15 septembrie: Violet Brown (n. Violet Mosse), 117 ani, supercentenară jamaicană (n. 1900)
- 15 septembrie: Mircea Ionescu-Quintus, 100 ani, politician român, președinte al PNL (1993-2001), (n. 1917)
- 15 septembrie: Harry Dean Stanton, 91 ani,  actor, muzician și cântăreț american (n. 1926)
- 16 septembrie: Dumitru Șomlea, 103 ani, supercentenar român, veteran de război din județul Mureș și ultimul supraviețuitor al bătăliei de la Oarba de Mureș (n. 1914)
- 17 septembrie: Lascăr Pană, 83 ani, handbalist și antrenor român (n. 1934)
- 19 septembrie: Jake LaMotta (n. Giacobbe LaMotta), 96 ani, boxer american (n. 1921)
- 20 septembrie: John Nicholson, 75 ani, pilot neo-zeelandez de Formula Atlantic (n. 1941)
- 21 septembrie: Liliane Bettencourt (n. Liliane Henriette Charlotte Schueller), 94 ani, femeie de afaceri (L'Oréal) și filantropă franceză (n. 1922)
- 22 septembrie: Gheorghe Dolgu, 88 ani, economist român (n. 1929)
- 23 septembrie: Iuri Arhipov, 74 ani, traducător, critic literar și jurnalist rus (n. 1943)
- 23 septembrie: Liviu Groza, 85 ani, istoric român (n. 1932)
- 25 septembrie: Jan Tříska, 80 ani, actor ceh (n. 1936)
- 26 septembrie: Berno Rupp, 82 ani,  călugăr salvatorian stabilit la Timișoara (n. 1935)
- 27 septembrie: Zinaida Anestiadi, 79 ani, medic din R. Moldova (n. 1938)
- 27 septembrie: Hugh Hefner, 91 ani, publicist american, fondator și director de creație al companiei Playboy Enterprises (n. 1926)
- 30 septembrie: Hans Liebhardt, 83 ani, jurnalist și scriitor german (n. 1934)
- 30 septembrie: Iulian Vlad, 86 ani, general român în cadrul DSS (n. 1931)